# Teen Titans (team)
De Teen Titans, ook wel bekend als “The New Teen Titans”, “New Titans”, of “The Titans”, is een fictief superheldenteam uit de strips van DC Comics. De groep debuteerde in The Brave and the Bold #54 (juli 1964), bedacht door Bob Haney en Bruno Premiani. De naam “Teen Titans” werd voor het eerst gebruikt in Brave and the Bold #60.
Zoals de naam van de groep al suggereert bestaat het team voornamelijk uit tieners. Bij hun debuut functioneerde het team min of meer als een juniortak van de Justice League. Het eerste team bestond uit Robin, Kid Flash en Aqualad, de helpers van Justice League leden Batman, the Flash en Aquaman.
Het team kreeg zijn eigen stripserie, die in de jaren 80 een groot succes werd.

## Publicatiegeschiedenis

### Originele incarnatie
Het eerste Teen Titans team ontstond toen Robin, Kid Flash en Aqualad samenwerkten om een schurk die het weer beheerste te stoppen. Hierna besloot het drietal een eigen team te vormen, dat in de strip The Brave and the Bold #60 de naam Teen Titans kreeg. Het team werd al snel versterkt met Wonder Girl. Zij werd er speciaal voor de serie bij bedacht aangezien de andere Justice League leden geen jonge helpers hadden.
In februari 1966 kreeg het team zijn eigen stripserie. In deel 4 van deze serie voegde Green Arrow’s helper Speedy zich bij het team. Al snel werden er meer teamleden speciaal voor de serie bij bedacht, waaronder Lilith Clay ed Mal Duncan..
Een centraal thema in de verhalen was tieners die leerden volwassen taken uit te voeren. De serie verkende ook werkelijke gebeurtenissen zoals de Vietnamoorlog. De originele stripserie eindigde in februari 1973.

### Jaren 70 heropleving
Een paar jaar later werd de serie weer nieuw leven ingeblazen, maar de verhalen sloegen niet aan bij een groot publiek. Bij deze korte heropleving werd onder andere de heldin Bumblebee geïntroduceerd voor het bestaande team, en dook een compleet nieuw team op genaamd de “Titans West” (bestaande uit o.a. de originele Batgirl (Betty Kane) en Golden Eagle). In het laatste deel van deze serie werd het team opgeheven omdat de meeste leden in middels in de 20 waren, en beseften dat ze te oud werden voor de “Teen” Titans.

### New Teen Titans(1980–1996)
In DC Comics Presents #26 werd een compleet nieuw team van Titans geïntroduceerd, vergezeld door originele leden Robin, Wonder Girl en Kid Flash. Nieuwe leden in dit team waren Beast Boy, Cyborg, Starfire en Raven.
Dit nieuwe team kreeg in hun stripserie te maken met meer complexe vijanden, waaronder Deathstroke the Terminator.
In deze stripserie was voor het eerst te zien hoe de originele Robin, Dick Grayson, besloot verder te gaan als Nightwing. Tevens werd Wally West de nieuwe Flash, en gaf zijn titel als Kid Flash op.
De serie bevatte een aantal noemenswaardige verhaallijnen zoals "Terror of Trigon", "A Day in the Life...", "Who is Donna Troy?" en "We are Gathered Here Today..." (#50).
De New Titans werden bedacht door Marv Wolfman en George Pérez. Het team wordt vaak gezien als DC Comics’ antwoord op Marvel Comics’ populaire serie Uncanny X-Men: beide series focusten op een compleet nieuw team van jonge helden, gebaseerd op een reeds bestaand team. Tevens stonden beide series bekend om hun verhalen die zich focusten op karakterontwikkeling bij de afzonderlijke personages.
In 1984 kreeg de New Teen Titans serie te maken met wat verwarring in de titels en nummeringen. Dit omdat de serie toen weer van voor af aan begon met deel 1. Dit had voor een groot deel te maken met het feit dat DC Comics besloot de huidige continuïteit in zijn strips tot een einde te brengen en weer van voor af aan te beginnen.
In deel 50 werd de naam van de serie veranderd naar The New Titans (zonder het woord "Teen") omdat de meeste personages al lang geen tieners meer waren.
De serie introduceerde veel nieuwe personages, en liet de oude personages vaak radicale veranderingen ondergaan. Leden die na deel 50 werden geïntroduceerd waren Phantasm, Pantha, Red Star, Impulse, Damage, Green Lantern (Kyle Rayner), Supergirl, Rose Wilson, Minion en Baby Wildebeest. Toen de serie in 1996 werd stopgezet, leek het team in vrijwel niets meer op het originele team uit 1980.

### Team Titans
Team Titans was een Teen Titans spin-off die verscheen van 1992 tot 1994, met een totaal van 24 delen. De serie draaide om een futuristische Teen Titans team dat zich bezighield met de strijd tegen een dictator genaamd Lord Chaos.

### Teen Titans(vol. 2, 1996–1998)
Een nieuwe Teen Titans serie geschreven en getekend door Dan Jurgens debuteerde in oktober 1996.
Jurgens gebruikte in zijn serie veel nieuwe personages die geen banden hadden met de vorige incarnaties. Dat maakte de serie niet bepaald populair bij het doelpubliek. Om de populariteit van zijn serie te verhogen liet Jurgens fans stemmen welk personage bij het team moest komen. Tim Drake, de nieuwe Robin, won deze wedstrijd. Jurgens kon hem echter niet gebruiken omdat de redacteurs van de Batman strips hier tegen waren. Daarom gebruikte hij Captain Marvel, Jr.. De introductie van dit personage maakte de serie niet populairder, en in 1999 kwam er een eind aan.

### The Titans(1999–2002)
Het team werd wederom nieuw leven ingeblazen met een twaalfdelige miniserie genaamd JLA/Titans: The Technis Imperative, waarin vrijwel elk personage die ooit een Titan was geweest meedeed. Deze mini-serie leidde tot een nieuwe stripserie getiteld The Titans, geschreven door Devin Grayson.
Deze incarnatie van het team bevatte een mix van voormalige titans en nieuwe personages.
Tussen de vorige serie en deze serie verscheen ook een ander team van jonge helden genaamd Young Justice. Beide stripseries werden tot een einde gebracht met de driedelige cross-over Titans/Young Justice: Graduation Day.

### Teen Titans(vol. 3, 2003 - heden)
Schrijver Geoff Johns begon in 2003 met een nieuwe Teen Titans serie, die nog altijd loopt. Deze serie bevatte eveneens een mix van oude en nieuwe personages. Tim Drake/Robin kon nu wel worden geïntroduceerd in de serie. Andere leden waren Superboy (Kon-El), Wonder Girl en Kid Flash.
In de serie verhuisde het team van hun traditionele hoofdkwartier in New York naar San Francisco.
Ook is er een Teen Titans (ofwel teen titans go!) film die vanaf augustus 2018 gedraaid wordt in Nederlandse bioscopen.

## Prijzen
De verschillende stripseries en personages hebben in de loop der jaren een aantal prijzen gewonnen. Het verhaal "Then & Now" uit Teen Titans (1996 serie) deel 12–15, werd genomineerd voor de Comics Buyer's Guide Fan Award in de categorie “favoriete verhaal voor 1998”.

## In andere media
- De Teen Titans maakten hun debuut buiten de strips in de animatieserie The Superman/Aquaman Hour of Adventure in 1967. Dit team bestond uit Speedy, Kid Flash, Wonder Girl, en Aqualad.
- In 2003 kregen de Teen Titans hun eigen animatieserie, die tot 2006 liep. Het team in deze serie was grotendeels gebaseerd op het Teen Titans team uit de jaren 80. De hoofdpersonages waren Robin, Starfire, Cyborg, Raven en Beast Boy.
  - Deze televisieserie leidde tot twee direct-naar-video films: Teen Titans: Trouble in Tokyo en Teen Titans: The Judas Contract.
- in 2018 kwam er een live-actionserie, Titans over deze groep helden, de serie is tot nu te bekijken via DC Universe, een streamingdienst van DC Comics en Warner Bros. in de Verenigde Staten, en via Netflix daarbuiten.